# Calamus mindorensis
Calamus mindorensis är en enhjärtbladig växtart som beskrevs av Odoardo Beccari. Calamus mindorensis ingår i släktet Calamus och familjen Arecaceae. Inga underarter finns listade i Catalogue of Life.